# Chiesa di Sant'Orsola (Sant'Orsola Terme)
La chiesa di Sant'Orsola è la parrocchiale a Sant'Orsola Terme, in Trentino. Risale al XV secolo.

## Storia

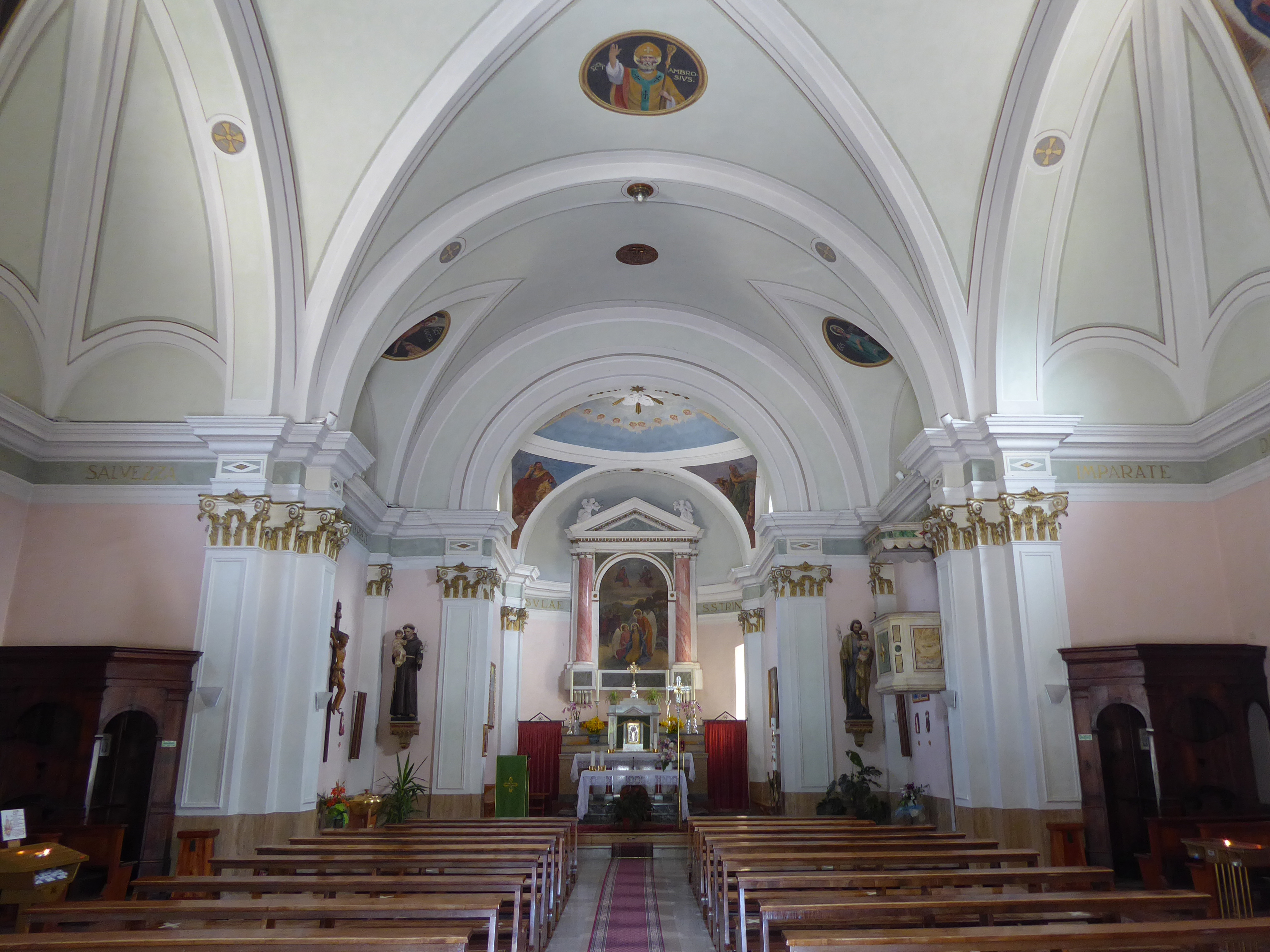
Interno

Una prima citazione della chiesa di Sant'Orsola a Sant'Orsola Terme si trova nel 1532, tuttavia è noto che nella vicina località di Viarago sin dal 1408 era presente la chiesa intitolata alle Undicimila Vergini legate alla leggenda di Sant'Orsola (alla quale Giovan Francesco Caroto dedicò la sua opera Sant'Orsola e le undicimila vergini).
All'inizio del XVII secolo la chiesa fu oggetto di un capovolgimento del suo orientamento e dal successivo ripristino della situazione precedente poi, nel 1623, vennero cancellate tutte le decorazioni sulle pareti della chiesa, sia all'interno sia all'esterno.
Verso la fine del XVIII secolo l'edificio venne ampliato e, poiché tale misura si rivelò non sufficiente alle esigenze dei fedeli, circa un secolo dopo l'intera chiesa venne demolita e riedificata. La benedizione del nuovo edificio fu impartita nel 1874.
Nel XX secolo le volte della sala furono decorate e nel 1920 ottenne dignità di parrocchia.